# Hulloli, Hukeri
Hulloli là một làng thuộc tehsil Hukeri, huyện Belgaum, bang Karnataka, Ấn Độ.